# Dialeuropora
Dialeuropora es un género de insectos hemípteros de la familia Aleyrodidae, subfamilia Aleyrodinae. El género fue descrito primero por  Quaintance & Baker en 1917.

## Especies
La siguiente es la lista de especies pertenecientes a este género.
- Dialeuropora bipunctata (Corbett, 1933)
- Dialeuropora brideliae (Takahashi, 1932)
- Dialeuropora centrosemae (Corbett, 1935)
- Dialeuropora congoensis Cohic, 1966
- Dialeuropora decempuncta (Quaintance & Baker, 1917)
- Dialeuropora hassensanensis Takahashi, 1934
- Dialeuropora heptapora Regu & David, 1992
- Dialeuropora holboelliae Young, 1944
- Dialeuropora indochinensis Takahashi, 1942
- Dialeuropora jendera (Corbett, 1935)
- Dialeuropora langsat (Corbett, 1935)
- Dialeuropora malayensis (Corbett, 1935)
- Dialeuropora mangiferae (Corbett, 1935)
- Dialeuropora murrayae (Takahashi, 1931)
- Dialeuropora papillata Cohic, 1966
- Dialeuropora photiniana (Chen, 1997)
- Dialeuropora portugaliae Cohic, 1966
- Dialeuropora pterolobiae David & Subramaniam, 1976
- Dialeuropora silvarum (Corbett, 1935)
- Dialeuropora urticata Young, 1944
- Dialeuropora viburni (Takahashi, 1933)